# Schambach (Straßkirchen)
Schambach ist ein Gemeindeteil der Gemeinde Straßkirchen und eine Gemarkung im niederbayerischen Landkreis Straubing-Bogen.

## Geographie
Der historische Teil des Pfarrdorfs liegt östlich des namensgebenden Schambachs und erstreckt sich als Straßendorf entlang der im Abstand von etwa 50 Metern parallel zum Gewässer verlaufenden Straße in Nord-Süd-Ausrichtung. Das Schloss Schambach liegt am westlichen, linken Ufer des Schambachs. Im Westen schließen sich jüngere Siedlungsflächen an.
Gemarkung Schambach
Auf der 1070,9 Hektar großen Gemarkung Schambach liegen die Straßkirchner Gemeindeteile Schambach und Ackerhof.

## Geschichte
Schambach wurde um 826/830 erstmals urkundlich als „Scambach“ erwähnt. 1251 folgte die erste Erwähnung des Schlosses Schambach (Sitz der Hofmark Schambach), das mehrfach umgebaut wurde und in seiner jetzigen Form aus dem 16. Jahrhundert ist.
Die 1998 eingeleitete Dorferneuerung mit der Anlage eines neuen Dorfplatzes brachte dem Dorfkern eine Verkehrsberuhigung. 1999 wurde das Neubaugebiet am nördlichen Dorfrand erschlossen. Bis heute prägen Dreiseithöfe das Ortsbild.
Ehemalige Gemeinde Schambach
Am 1. Mai 1978 wurde die Gemeinde im Zuge der Gebietsreform aufgelöst und Schambach in die Gemeinde Straßkirchen eingegliedert. Die Gemeinde Schambach bestand aus dem Hauptort und der Einöde Ackerhof.

## Archäologische Funde
Bei einer archäologischen Untersuchung des Neubaugebietes „An der Ackerhofstraße“ im Jahre 1997 ergaben sich Siedlungsbefunde vor allem der Späthallstatt- und Frühlatènezeit, sowie Grabfunde der späten Bronze- und der Urnenfelderzeit, darunter sehr qualitätvoll gearbeitete und verzierte Grabkeramik. Darüber hinaus lieferte die Untersuchung auch Fundmaterial und Befunde der mittleren römischen Kaiserzeit. Besondere geologische Lageverhältnisse haben Fundmaterial und archäologische Befunde von erstaunlicher Qualität konserviert.

## Sehenswürdigkeiten
- Der Dorfplatz mit dem 2002 errichteten Vitusbrunnen und Maibaum ist Schambachs Sehenswürdigkeit.
- Das Schloss Schambach, das im 12. und 13. Jahrhundert durch die Herren von Schambach zu Schambach gebaut und in der zweiten Hälfte des 16. Jahrhunderts erweitert wurde. Ehemalige Besitzer der mit einem Wassergraben ausgestatteten stattlichen Zweiflügelanlage waren die Grafen von Ortenburg. Die Anlage besitzt Ecktürme und Arkaden auf der Hofseite.
- Die Pfarrkirche St. Nikolaus ist ein spätgotisches Bauwerk des 14. Jahrhunderts. Sie wurde barock umgestaltet und erhielt ihren Turm mit dem Spitzhelm nach einem Brand im 18. Jahrhundert.
- Die Friedhofskapelle St. Vitus ist ein Barockbau mit einem Altar von Mathias Obermayr aus dem Jahr 1757.
- Das 1961 errichtete Kriegerdenkmal wurde im Rahmen der Dorferneuerung 2003 restauriert.

Siehe auch Liste der Baudenkmäler in Straßkirchen#Schambach

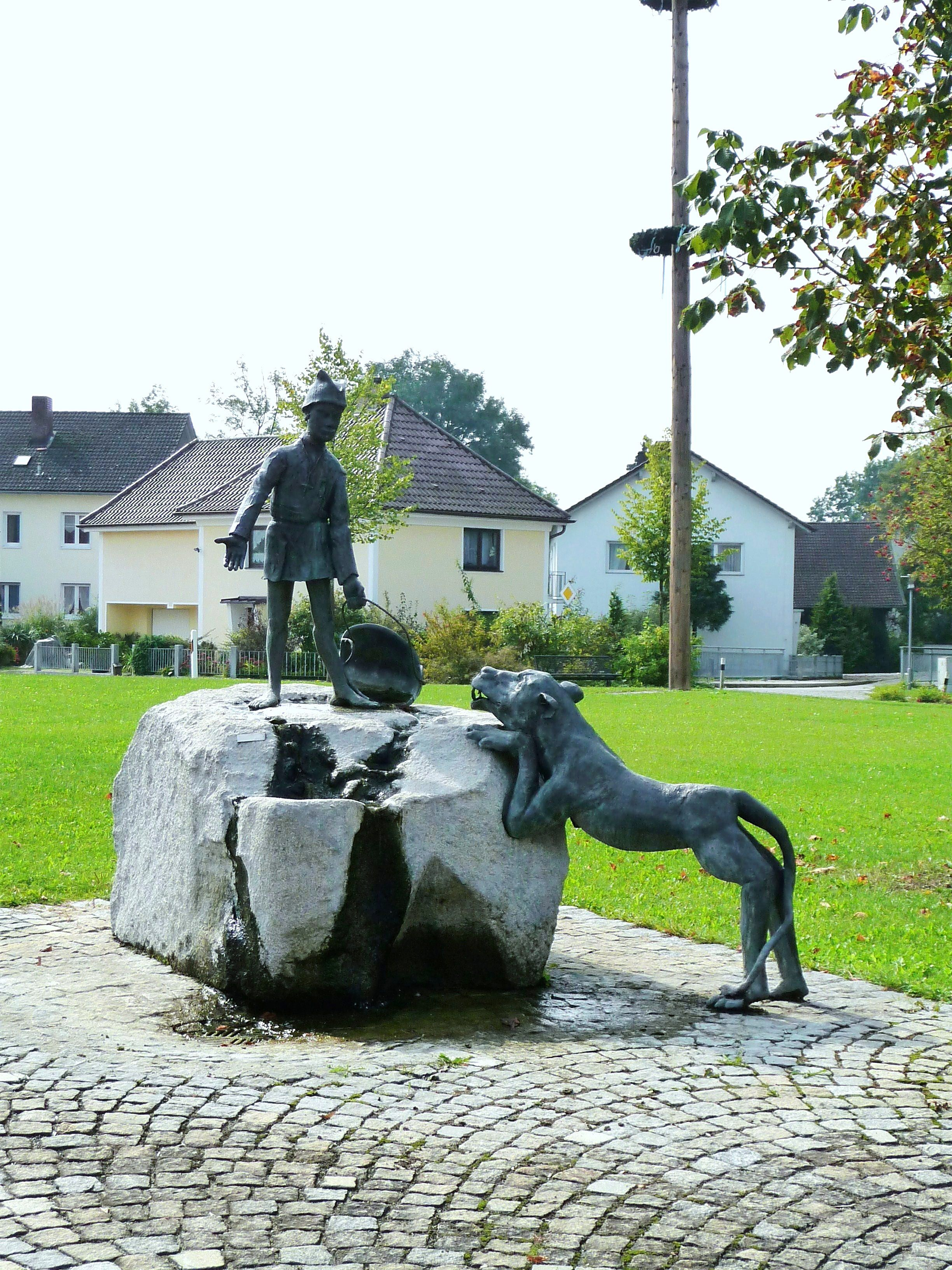
Der Vitusbrunnen auf dem Dorfplatz
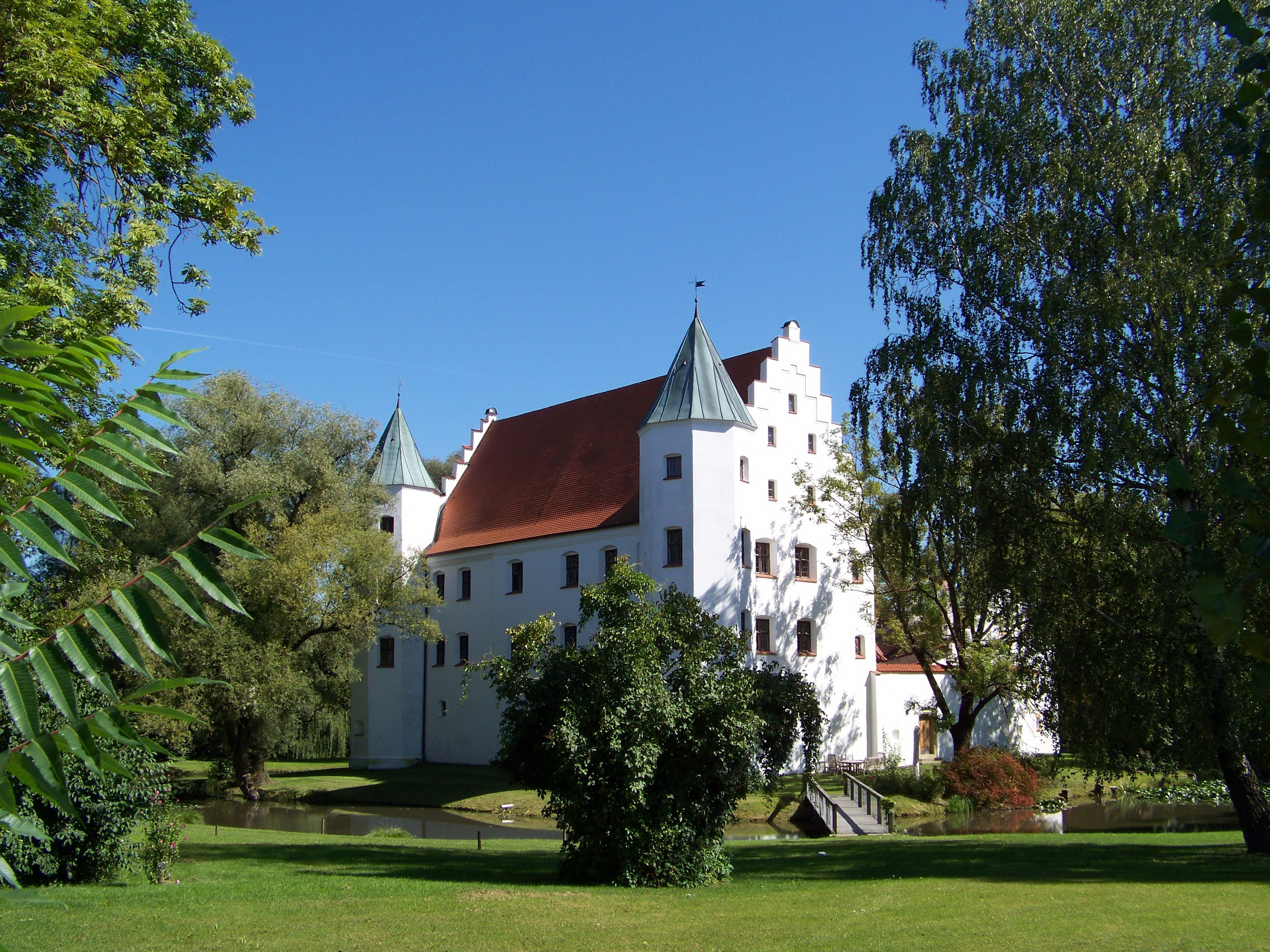
Das Schloss Schambach
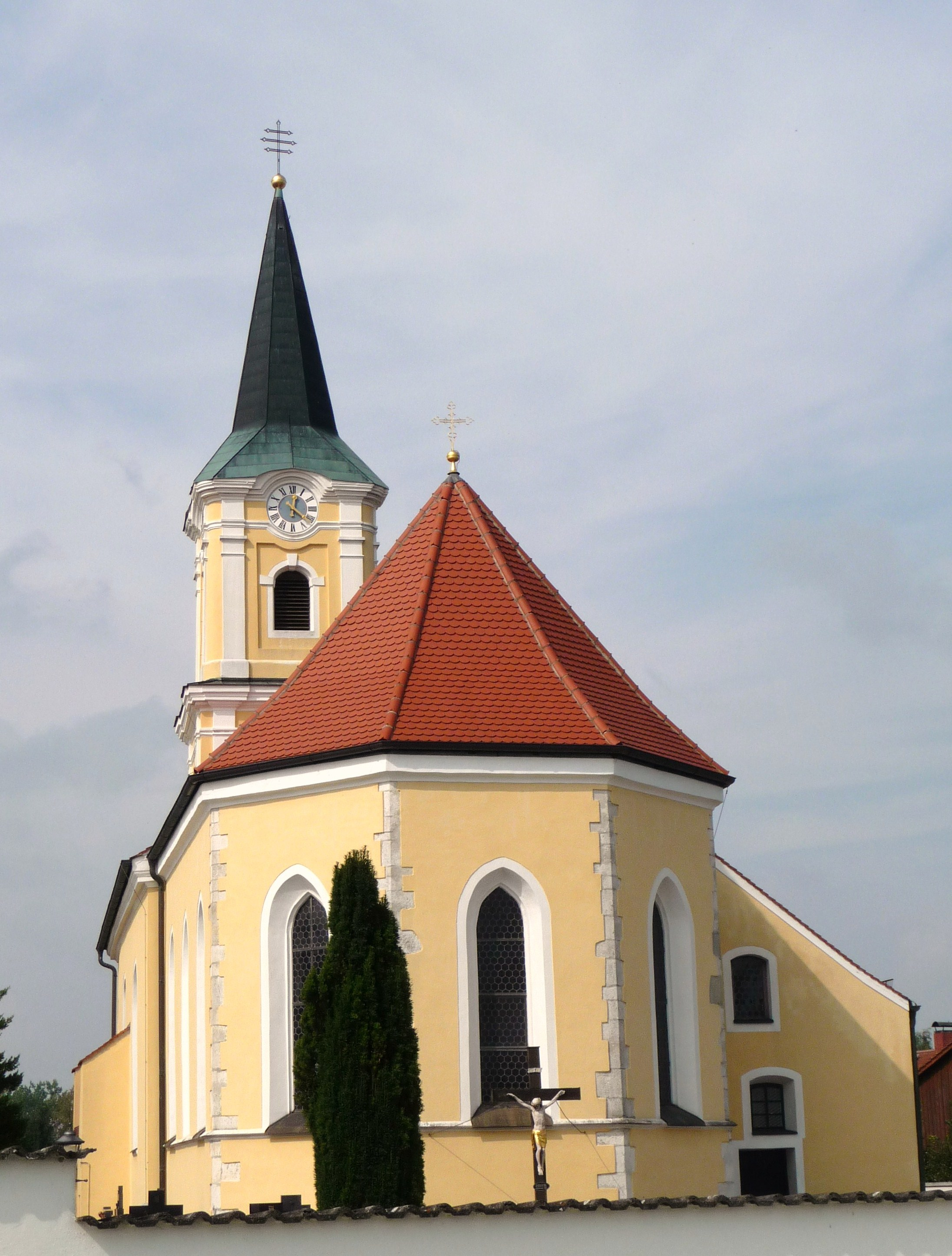
Die Pfarrkirche St. Nikolaus
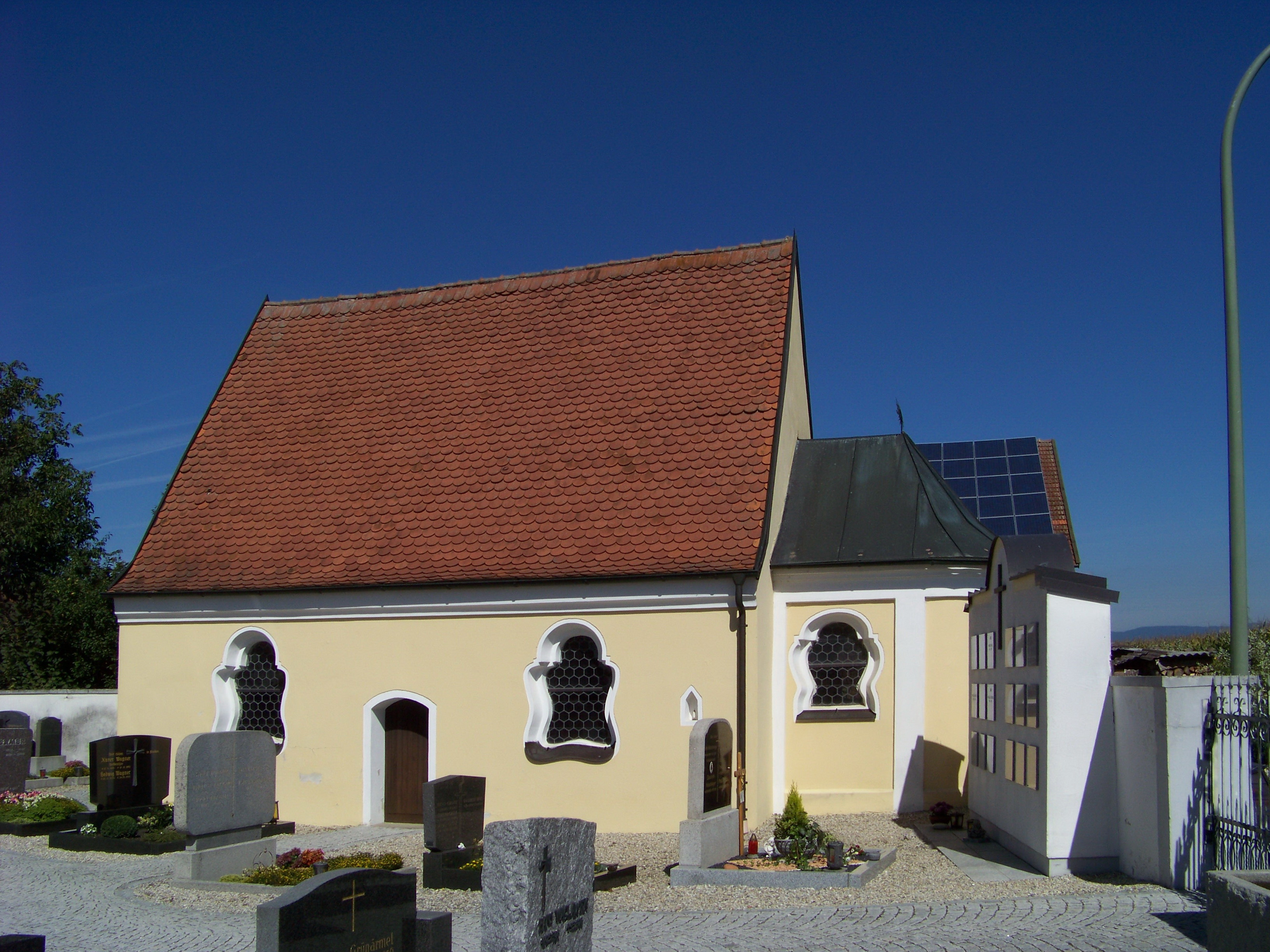
Die katholische Friedhofskapelle St. Vitus

## Sport
Schambach hat ein Freibad, einen Beachvolleyball-, einen Streethockey- und einen Fußballplatz. Außerdem gibt es einen Eisstockverein.